# Wrocławskie Zapiski Numizmatyczne
Wrocławskie Zapiski Numizmatyczne – półrocznik wydawany przez Polskie Towarzystwo Numizmatyczne Oddział we Wrocławiu. „Wrocławskie Zapiski Numizmatyczne” publikują prace poświęcone numizmatyce, historii pieniądza, koncentrują się na Piastach śląskich. Jest to pierwsze polskie czasopismo numizmatyczne wydawane w Polsce po zakończeniu II wojny światowej. 

## Historia
Pierwsze numery czasopisma ukazały się w kwietniu 1949 r. Pismo nosiło wówczas nazwę „Zapiski Numizmatyczne”. Było to pierwsze polskie czasopismo numizmatyczne w powojennej Polsce.  
W roku 1949 ukazały się 4 numery, w tym nr 2 i 3 łączony (1, 2–3 i 4), 8-stronicowe, formatu A4. Drukowane były w Drukarni Uniwersytetu i Politechniki we Wrocławiu na papierze o gramaturze 609g, w nakładzie 500 egzemplarzy. Na wydanie tych numerów redakcja, działająca pod kierownictwem Mariana Haisiga, otrzymała subwencję Prezydium Rady Ministrów. Autorami artykułów w tym numerze byli specjaliści w numizmatyce polskiej: Marian Gumowski (profesor Uniwersytetu Toruńskiego), Józef Jodkowski (kustosz Muzeum Narodowego w Warszawie),  Anna Szemiothowa (także kustosz w Muzeum Narodowym w Warszawie) oraz inż. Tadeusz Kałkowski. W następnych numerach 2–3 i 4 w 1949 roku publikowali swoje prace: Jarosław Doliński, Marian Gumowski, Marian Haisig, Józef Jodkowski, Tadeusz Kałkowski, Jerzy Łanowski oraz Anna Szemiothowa. Poza artykułami, w pierwszych numerach istniały stałe rubryki redagowane przez Mariana Haisiga i Tadeusza Kałkowskiego, a także Wł. Głuchowskiego z Łodzi: Kronika, w której prezentowano doniesienia o znaleziskach numizmatycznych, Wśród Wydawnictw — zawierająca recenzje książek numizmatycznych oraz Skrzynka Pocztowa, w której odpowiadano na licznie napływające do redakcji listy z pytaniami od czytelników. 
Następny epizod miał miejsce w latach 1968–1970, kiedy wydano 5 numerów (1/68, 2/68, 3–4/69 i 1/70) tzw. „Komunikatu Wewnętrznego” Sekcji Numizmatycznej Polskiego Towarzystwa Archeologicznego, w ramach którego działali wówczas wrocławscy numizmatycy. Były to 3- lub 4-stronicowe, powielane w niewielkim nakładzie, komunikaty, zawierające tylko sprawozdania z zebrań sprawozdawczo-wyborczych oraz informacje kolekcjonersko-organizacyjne. Nie są znani autorzy poszczególnych informacji. Sprawozdania podpisane są przez Zarząd Sekcji Numizmatycznej, którego prezesem wybrano w 1968 roku, podobnie jak w 1970, wówczas profesora Mariana Haisiga.
W latach 1973 i 1974 Sekcja Numizmatyczna już Polskiego Towarzystwa Numizmatycznego i Archeologicznego wydała dwa numery „Wrocławskich Zapisków Numizmatycznych”, tym razem w formacie A5, z tekturową kolorową okładką. Numer z 1973 roku zawierał 24 strony, a z 1974 roku 48 stron. Redakcja składała się z pięciu, a następnie z czterech osób: Marian Haisig (red.), Marian Kubis (tylko w 1973 roku), Michał Osuch, Henryk Rusek i Kamil Szyposz, natomiast autorami artykułów byli w numerze z 1973 roku: Marian Haisig, Michał Osuch, Henryk Rusek, Kamil Szyposz, a w 1974 roku: Marian Haisig, Ryszard Kiersnowski, Eugeniusz Konik, Michał Osuch, Stanisław Suchodolski, Adam Więcek. 
W latach 1979–1987 pojawiły się ponownie „Komunikaty Wewnętrzne” Sekcji Numizmatycznej PTAIN w postaci kilkustronicowych powielanych maszynopisów, wydawanych w niewielkim nakładzie – ok. 50 egz. Wydano ich w sumie 27 numerów, w tym 4 podwójne. Oprócz krótkich artykułów Komunikaty zawierały także dużo wiadomości kolekcjonerskich i organizacyjnych. Jakość redakcyjna i wydawnicza nie była imponująca, jednak wydawane były bez żadnych dotacji czy subwencji państwowych, dzięki wysiłkowi członków Sekcji Numizmatycznej.
Przez wszystkie te dotychczasowe okresy wydawnicze redaktorem naczelnym był prof. Marian Haisig. Ale także duży wkład w redakcję i druk Komunikatów Wewnętrznych miały m.in. takie osoby jak: Jerzy Aulich, Jarosław Kuryłowicz, Henryk Rusek, Kamil Szyposz i Stanisław Tota. Ostatni okres to lata od roku 1988, kiedy to wydano pierwszy numer reaktywowanych „Wrocławskich Zapisków Numizmatycznych” w nowej zachowanej do dzisiaj, szacie graficznej i z nową numeracją, obowiązującą także obecnie. Jedynie podwójny numer 17—18 z roku 1999, wydany z okazji 50-lecia Sekcji Numizmatycznej, miał zarówno większy format (B5) jak i większą niż zwykle objętość. Okładka była lakierowana, koloru białego.
Redaktorami naczelnymi byli:
- Henryk Rusek - 7,5 roku w latach 1988-1995,
- Robert Pieńkowski - 7,5 roku w latach 1995-2002,
- Kazimierz Choroś - od roku 2003.

W skład obecnej redakcji czasopisma wchodzą: Kazimierz Choroś - redaktor naczelny (PTN Wrocław), Zbigniew Bartkowiak (Muzeum Narodowe w Poznaniu), Barbara Butent-Stefaniak (PTN Wrocław), Józef Dembiniok (PTN Wrocław) i Magdalena Karnicka (Muzeum Narodowe we Wrocławiu).
Zapiski wydawane były przez Sekcję Numizmatyczną, funkcjonującą:
- w ramach Polskiego Towarzystwa Archeologicznego we Wrocławiu (w roku 1949),
- w ramach ogólnopolskiego Polskiego Towarzystwa Archeologicznego (drugi okres - 1968-69),
- w ramach Polskiego Towarzystwa Archeologicznego i Numizmatycznego (trzeci - 1973-1974 i czwarty okres - 1979-1987),
- w ostatnim okresie wydawniczym w latach 1988-1990 w ramach Polskiego Towarzystwa Archeologicznego i Numizmatycznego,
- od 1991 roku wydawane są przez Oddział Polskiego Towarzystwa Numizmatycznego we Wrocławiu

Przez te 70 lat historii „Wrocławskich Zapisków Numizmatycznych” wydanych zostało:
- 4 numery Zapisków Numizmatycznych w 1949 roku,
- 5 numerów Komunikatów Wewnętrznych w latach 1968-1970,
- 2 numery „Wrocławskich Zapisków Numizmatycznych” w latach 1973-1974,
- 27 numerów Komunikatów Wewnętrznych w latach 1979-1987,
- 65 numery „Wrocławskich Zapisków Numizmatycznych” w latach 1988-2023.

W sumie wydano więc 103 numerów czasopisma (do połowy roku 2023). 
Numer 1/2004 (27) był pierwszym numerem „Wrocławskich Zapisków Numizmatycznych”, posiadającym numer ISSN, czyli międzynarodowy znormalizowany numer wydawnictw ciągłych. Nadawany jest on wydawnictwom ciągłym przez Bibliotekę Narodową w Warszawie. Służy do jednoznacznej identyfikacji danego tytułu, wprowadzając go do światowego obiegu informacji. Numer ISSN „Wrocławskich Zapisków Numizmatycznych” to ISSN 1732-8942. 
„Wrocławskie Zapiski Numizmatyczne” są od wielu lat pismem dolnośląskich numizmatyków. pismem integrującym osoby zainteresowane historią Polski, a szczególnie historią Śląska. Zainteresowania dolnośląskich numizmatyków skupiają się głównie wokół mennictwa Piastów śląskich oraz wokół współczesnej monety polskiej.

## Ewidencja WZN 1949 — 2023
- Zapiski Numizmatyczne (4 numery, 3 woluminy [nakład 500 egz] 
  - nry 1/1949, 2-3/1949, 4/1949
- Komunikaty Wewnętrzne PTA Oddziału we Wrocławiu (5 numerów, 4 woluminy)
  - nry 1/68, 2/68, 3/4/69, 1/70 [nakład 25 egz.] 1971-? 1972-?
- Wrocławskie Zapiski Numizmatyczne (2 nry, 2 wol.)
  - 1973, 1974 [nakład 500 egz.]
- Komunikaty Wewnętrzne PTAiN Oddziału we Wrocławiu (27 numerów, 23 woluminy)
  - 1/79, 2/79, 1/80, 2/80, 3/80, 1/81, 2/81, 3/81, 4/81, 5/81, 1/83, 2/83, 3/83, 4/83, 1/84, 2/84, 3/84, 4184-1/85, 2/85, 3/85, 4/85-1/86, 1-2/87, 3-4/87 [nakłady ok. 50 egz.]
- WROCŁAWSKIE ZAPISKI NUMIZMATYCZNE
  - po reaktywacji w 1988 roku z nową, ciągłą numeracją [początkowo nakład 30-80 egzemplarzy]
  - 1988-1995 - od 1 do 9 - red. H. Rusek (9 numerów, 9 woluminów)
    - PTAIN:
      - 1-2/1988 [jako (1)],
      - 1-2/1989 [jako (2)],
      - 3/1989 [jako (3)],
      - 4/1990 [jako (4)],
      - 1-2/1991 (5) (Wyd. 1990),

    - PTN:
      - 6/1991 (6),
      - 7/1992 (7),
      - 8/1993 (8),
      - 9/1995 (9),

  - 1995-2002 - od 10 do 24 - red. R. Pieńkowski (15 numerów, 11 woluminów)
    - 10/1995 (10),
    - 11/1996 (11), 12/1996 (12),
    - 13/1997 (13) - szara sztywna okładka, 2/1997 (14),
    - 1/1998 (15), 2/1998 (16),
    - 1-2/1999 (17-18) - jubileuszowy, w formacie B5, biała lakierowana okładka
    - 1-2/2000 (19-20),
    - 1-2/2001 (21-22),
    - 1-2/2002 (23-24),

  - 2003-2023 — od 25 do 56 — red. K, Choroś (41 numery, 38 woluminów),
    - 1/2003 (25), 2/2003 (26),
    - Od numeru 1/2004 (27) - ISSN 1732-8942 [nakłady 80-210 egz.],
    - 1/2004 (27), 2/2004 (28),
    - 1/2005 (29), 2/2005 (30),
    - 1/2006 (31), 2/2006 (32),
    - 1-2/2007 (33-34),
    - 1/2008 (35), 2/2008 (36),
    - 1/2009 (37), 2/2009 (38),
    - 1/2010 (39), 2/2010 (40),
    - 1/2011 (41), 2/2011 (42),
    - 1-2/2012 (43-44),
    - 1/2013 (45), 2/2013 (46),
    - 1-2/2014 (47-48),
    - 1/2015 (49), 2/2015 (50),
    - 1/2016 (51), 2/2016 (52),
    - 1/2017 (53), 2/2017 (54),
    - 1/2018 (55), 2/2018 (56),
    - 1/2019 (57), 2/2019 (58),
    - 1/2020 (59), 2/2020 (60),
    - 1/2021 (61), 2/2021 (62),
    - 1/2022 (63), 2/2022 (64),
    - 1/2023 (65)[1]
- Spisy treści  „Wrocławskich Zapisków Numizmatycznych” z lat 1988–2021